# فورگن
فورگن (به لاتین: Furggen) یک کوه و قله در سوئیس است که در کانتون وله واقع شده‌است. فورگن ۳٬۴۹۲ متر بالاتر از سطح دریا واقع شده‌است.